# Bolonha de Gessa
Bolonha de Gessa (en francès Boulogne-sur-Gesse) és un municipi occità de Comenge a Gascunya, situat al departament de l'Alta Garona i a la regió d'Occitània.